# سعید عالم‌زاده
سعید عالم‌زاده (زاده ۱۳۳۹ در تهران) کارگردان سینما و تلویزیون است.

## سینما

### کارگردان
- فراری (۱۳۸۸)
- توکیو بدون توقف (۱۳۸۱)
- بالاتر از خطر (۱۳۷۵)

### بازیگر
- قانون (۱۳۷۴)
- تاواریش (۱۳۷۲)
- شتاب‌زده (۱۳۷۰)

## تلویزیون
- ظهر آبی (تله فیلم - ۱۳۸۹)
- آسمان همیشه ابری نیست (۱۳۸۹)
- هشت بهشت (۱۳۹۳)[۲]
- تاکسی پلیس (۱۳۹۱)[۳]
- رمز خیانت (۱۳۹۴)